# Shuangmiao (köping i Kina, Shandong)
Shuangmiao (kinesiska: 双庙镇, 双庙) är en köping i Kina. Den ligger i provinsen Shandong, i den östra delen av landet, omkring 110 kilometer väster om provinshuvudstaden Jinan. Antalet invånare är 24 595. Befolkningen består av 11 956 kvinnor och 12 639 män. Barn under 15 år utgör 18,0 %, vuxna 15-64 år 72 %, och äldre över 65 år 9,0 %.
Genomsnittlig årsnederbörd är 687 millimeter. Den regnigaste månaden är juli, med i genomsnitt 248 mm nederbörd, och den torraste är januari, med 4 mm nederbörd.